# مطبخ كوستاريكي
المطبخ الكوستاريكي يعتبر إحدى المطابخ الشعبية والمشهورة في أمريكة الوسطى. تتألف وجبة الإفطار من المشروبات التقليدية، فضلا عن القهوة التي تسمى (أغوا دولسي) وهي كلمة تعني («المياه الحلوة») وتصنع من البن وتخلط ب التابا دولسي دي وعصير قصب السكر. وهذه القهوة عادة تقدم في وجبة الإفطار، وخلال فترات الاستراحة التقليدية في فترة ما بعد الظهر (القيلولة) حوالى الساعة 3:00 بعد الظهر.
المشروبات التقليدية لتناول طعام الغداء تسمى ريفريسكوس(refrescos) أو فوركوس، وتتألف من الفواكه المخففة والسوائل سواء من الماء أو اللبن يضاف إليها الحلو لأعطاء النكهة. وتتألف من أصناف فواكه كثيرة مثل البطيخ، العليق، الفراولة، المانجو، التمر الهندي، ثمرة زهرة الآلام، والاكادونية.
وبالايضافة إلى أنه يوجد في المطبخ الكوستاريكي شراب شعبي أخر يعرف ب غرانيزادو(granizado)، وهو خليط من المشروبات المصنوعة من الدقيق وشراب النكهة. أغلب النكهة التي تضاف له هي الكولا الأكثر شعبية.والتي هي ليست الكولا المرتبطة عادة بالصودا الغازية ولكن هي فاكهة تشبه نكهة فاكهة الكرز.

## الخمور الوطنية
تصنع أغلب الخمور المحلية في كوستاريكا من نبات قصب السكر وتسمى غوارو(guaro).

## العناصر الأساسية
يوجد الأرز والفاصوليا تقريباً في كل وجبة في كوستاريكا وحتى وجبة الإفطار. البطاطا هو عنصر أساسي أخر في المطبخ الكوستاريكي وهو جزء من النظام الغذائي الكوستاريكي المليء بالنشا. أكثر اللحوم التي يتم تناولها شيوعاً هما لحم البقر ولحم الخنزير، ولكن أطباق الدجاج والسمك متاحةً أيضاً على نطاق واسع وخاصةً على الساحل الكاريبي.
موز الجنة (هو نوع أكبر ينتمي إلى فصيلة الموز) هو فاكهة أخرى شائعة الأستخدام ويمكن تقديمها بطرائق متعدد في المطبخ الكوستاريكي. قطع موز الجنة الناضجة ذات طعم حلو ويمكن أن تُقلى بالزيت أو تُخبز في صلصة مصنوعة من العسل أو السكر، أو يمكن وضعها فوق الحساء. قطع موز الجنة الخضراء غير الناضجة يُمكن أن يتم غليها في الحساء أو يمكن بواسطتها إعداد طبق التوستونيس عن طريق تقطعيها إلى قطع ثم قليها وبعدها سحقها لتصبح مسطحة ومن ثم قليها مرةً أخرى لتصبح مقرمشة. وغالباً ما تُقدم هذه الوجبات مع تغميسة من الفاصولياء أو الغواكامولي.
  تم إنشاء «صلصة ليزانو» (Salsa Lizano) في عام 1920 بواسطة شركة كوستاريكية تُدعى «شركة ليزانو». خلال القرن الماضي، أصبحت الصلصة تابل شائع وأحد عناصر المطبخ الكوستاريكي في كل من المنازل والمطاعم في جيمع أنحاء البلاد. للصلصة نكهة منعشة وتحتوي على المكونات التالية: الماء، السكر، الملح، البصل، الجزر، القرنبيط، الخيار، الفلفل، الخردل، الكركم، الغلوتامات أحادية الصوديوم. تُستخدم الصلصة في العديد من الأطباق الكوستاريكية مثل طبق «غالو بينتو» (Gallo pinto) و«تامال» (tamales). تتم مقارنة صلصة ليزانو بصلصلة الورشستر الإنجليزية.

## الحلويات
تتكون معظم الحلويات الكوستاريكية من الحليب والذرة وقصب السكر والبيض و/أو الفاكهة. في محافظة ليمون الكوستاريكية يتم إعداد غالبية الحلويات من جوز الهند وكذلك موز الجنة المقلي. في محافظة غواناكاسته فعادةً ما يكون المكون الرئيسي للحلويات هو الذرة. أما في محافظة بونتاريناس فالمكونات الرئيسية هي الحليب وجوز الهند والفواكه.
واحدة من الحلويات الأكثر شيوعًا هي "tres leches" وتترجم حرفياً إلى «الألبان الثلاثة» باللغة العربية. وهي كعكة رطبة تتكون أساساً من الحليب والسكر. تشمل المكونات الحليب كامل الدسم والحليب الخالي من الدسم المبخر والحليب المكثف المحلى وكذلك الكريم الثقيل والبيض والسكر والقرفة المطحونة ومسحوق الخبز ومستخلص الفانيليا والروم الداكن. وهي متوفرة في العديد من المطاعم وتؤكل عادة بعد الغداء أو العشاء.
سلطة الفاكهة هي حلوى بسيطة أخرى لكنها تقليدية يتم تناولها في كوستاريكا. من بين أكثر الفواكه شعبية لهذا الطبق البابايا والبطيخ والأناناس والموز والشمام.

الحلوى النموذجية لعيد الميلاد هي «كعكة نابذينيو» (queque navideño)، وتعني كعكة عيد الميلاد. وهي مشابهة لكعكة الفواكه حيث يتم إعدادها من الفواكه المجففة. وهي حلوى حلوة وثقيلة. يتمتع الكوستاريكون بتقديم هذه الكعكة كهدايا للأصدقاء والعائلات.

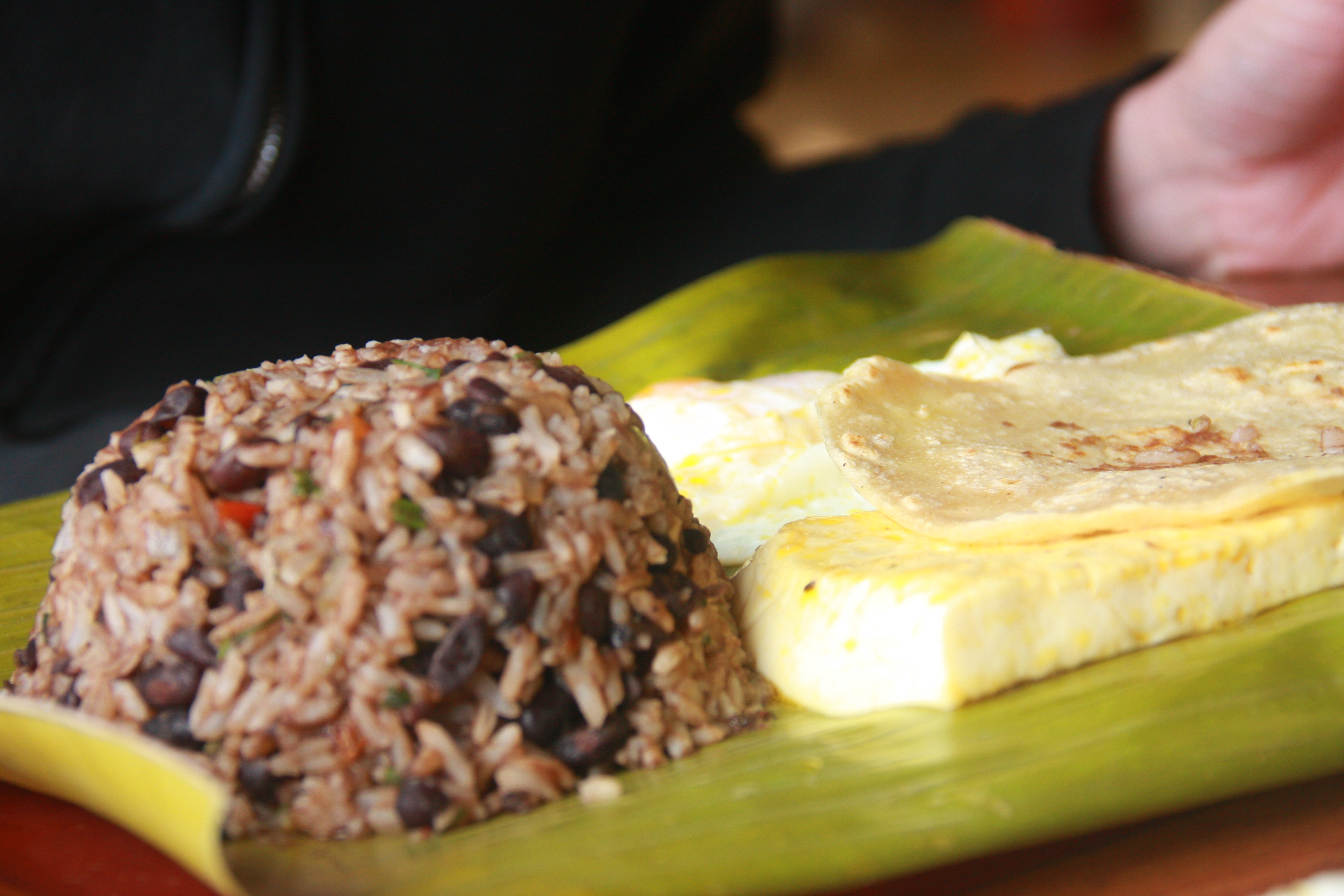
طبق "غالو بينتو"، طبق إفطار تقليدي.
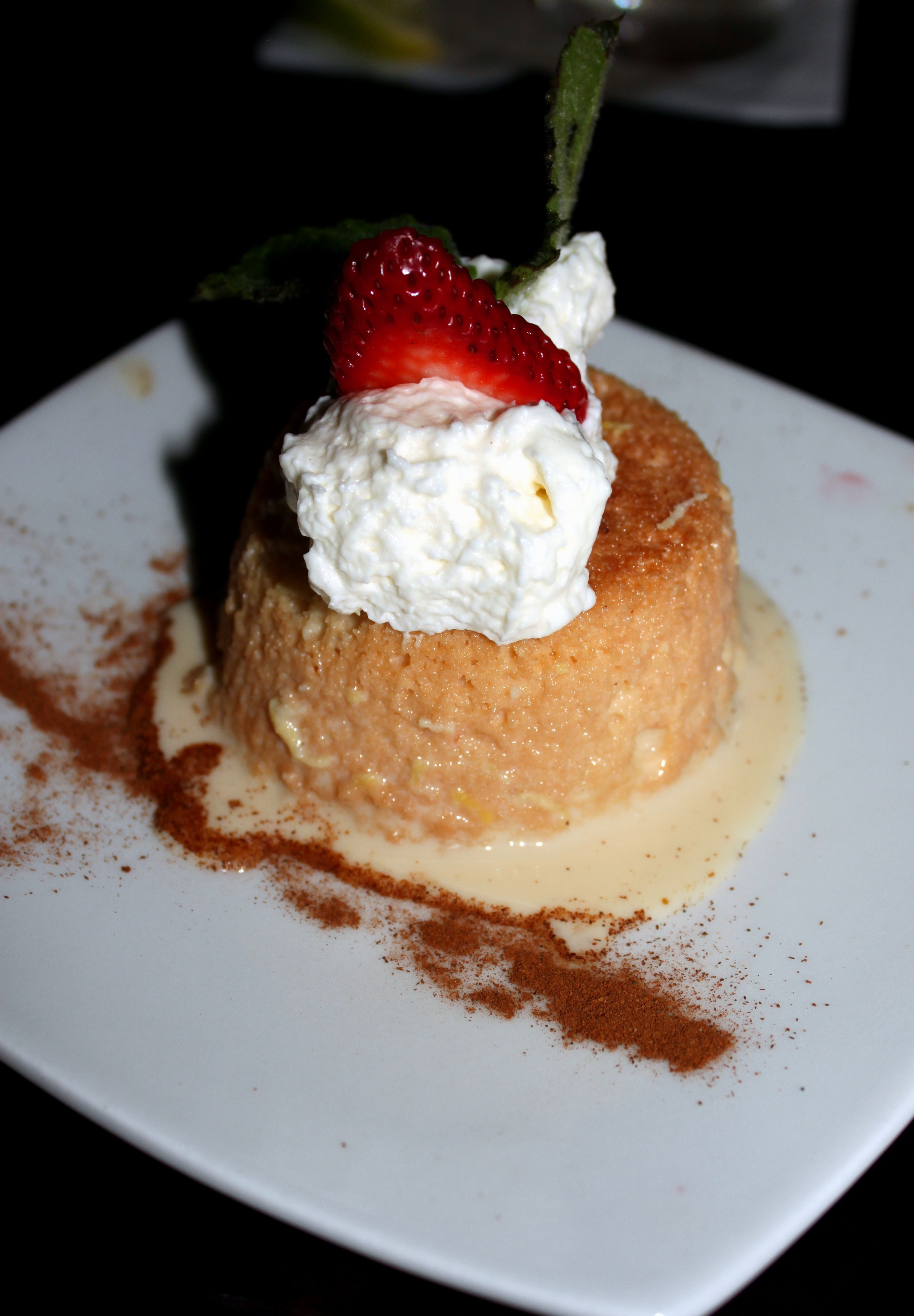
كعكة الألبان الثلاثة.
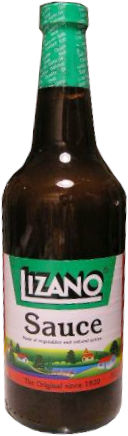
صلصة ليزانو.
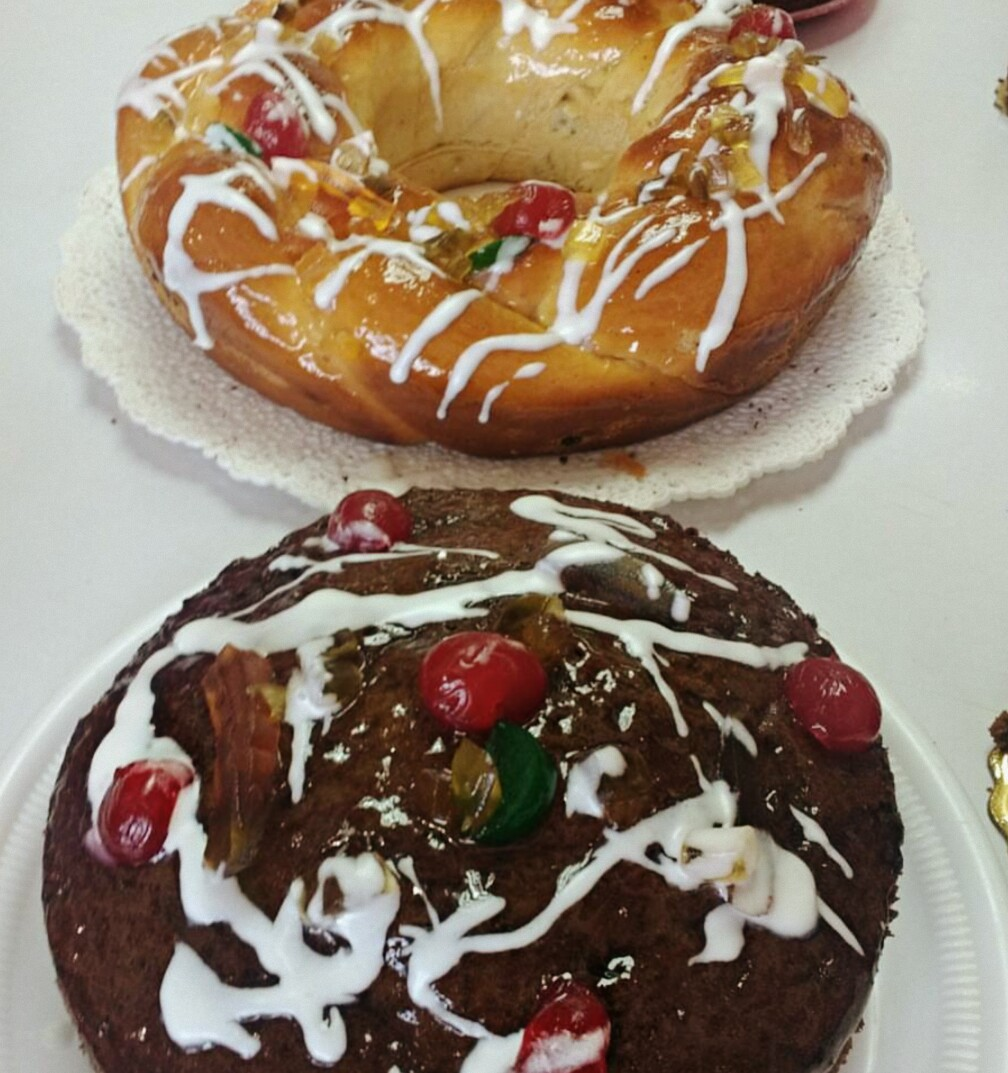
كعكة عيد الميلاد.
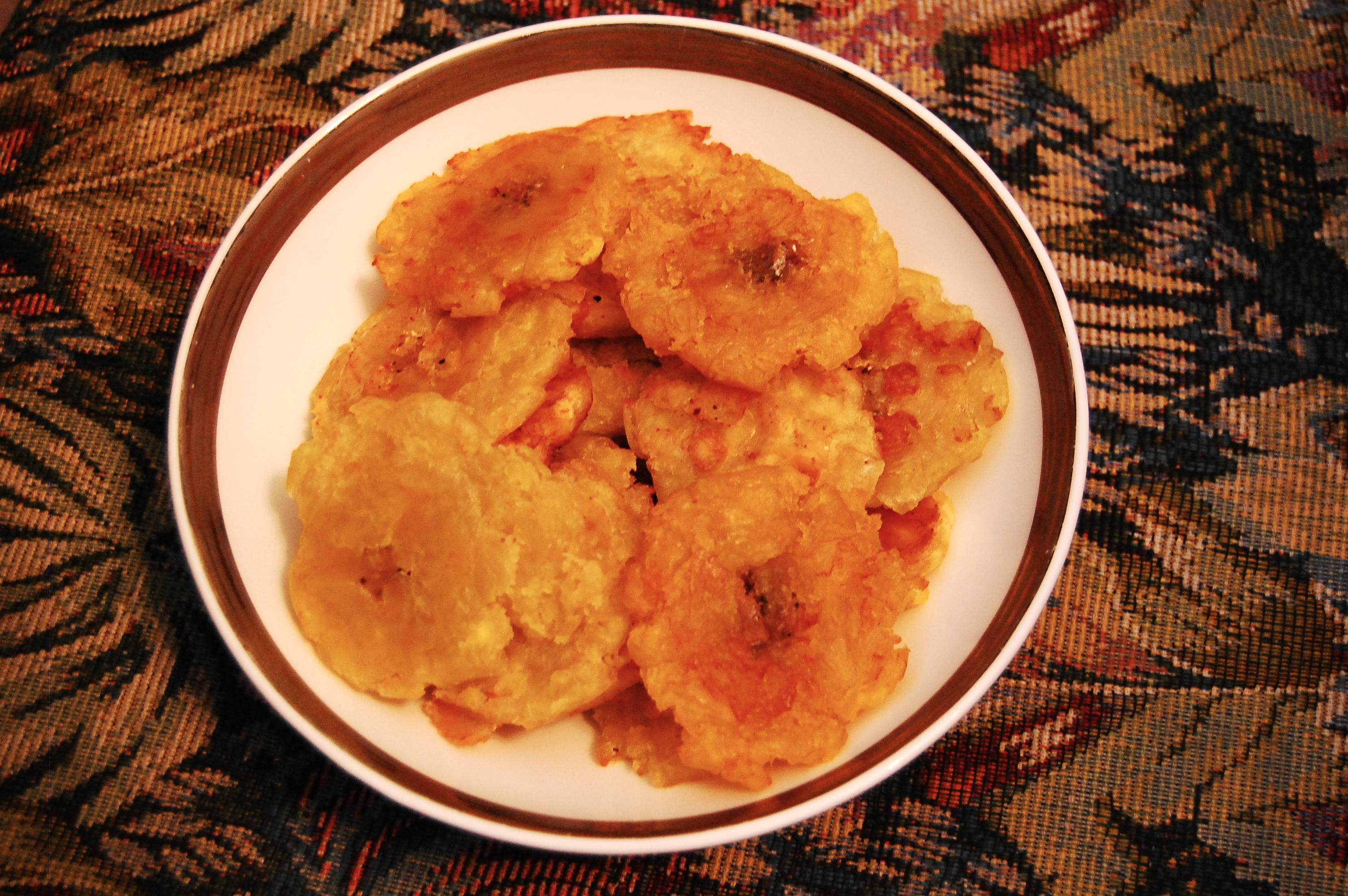
طبق من موز الجنة المقلي مرتين والمعروف بإسم "توستونيس".